# Fets del primer de juliol de 1899
Es coneix com a fets del primer de juliol de 1899 al greu enfrontament produït l'1 de juliol de 1899 entre els bàndols conservador i liberal a Badalona, a l'entrada de la Casa Consistorial després de l'intent d'agressió a Joaquim Palay i Jaurés, conservador que anava a prendre possessió com a alcalde després d'haver resultat victoriós a les anteriors eleccions, que havien estat molt conflictives a nivell local. A causa d'aquest episodi van haver-hi tres morts i una vintena de ferits, l'Ajuntament de Badalona va ser suspès pel governador civil i els seus principals protagonistes van acabar davant de la justícia, si bé van ser absolts.

## Context
El torn dinàstic de la Restauració a Badalona va succeir-se de forma pacífica durant els seus primers quinze anys, però als anys noranta la situació canvia dràsticament entre liberals i conservadors a causa del fort antagonisme entre les dues figures més destacades de la política local del moment: Pere Renom i Riera, que comptava amb el suport dels liberals, i Joaquim Palay i Jaurés, que tenia el dels conservadors. Al llarg d'aquests anys van anar protagonitzant diversos enfrontament pel control del poder municipal, motiu dels conflictes polítics més greus de l'època a Badalona, però també en altres aspectes, com en el control de la Junta d'Administració del Llegat de Roca i Pi. Cal dir que, a més, Palay, personatge de caràcter autoritari, va ser reticent a deixar l'alcaldia fins i tot en els moments de canvi de torn a nivell espanyol, com va succeir el 1897, però finalment a causa de la pressió liberal va dimitir el gener de 1898, i va ser substituït pel republicà Joan Torres, primer, i pel liberal Francesc Viñas, després, però, finalment l'alcaldia acabaria en mans de Renom el novembre de 1898. Per la seva banda, al voltant de Palay es va constituir la Lliga Popular el 18 de juny de 1899, que aviat va tenir afiliats de totes les classes socials. Poc després, es van celebrar les eleccions, uns comicis conflictius a Badalona, que van acabar amb la victòria del candidat conservador.

## Els fets
Després de la victòria de Joaquim Palay, l'1 de juliol s'anava a constituir el nou Ajuntament a les nou del matí. El conservador es disposava a entrar a la Casa Consistorial quan un sereno va intentar agredir-lo amb un ganivet gros, però sortosament va aconseguir eludir-lo i evitar l'atac, tanmateix, la gran tensió que hi havia entre els bàndols conservador i liberal va esclatar, i la gran multitud que hi havia darrer de Palay va entrar corrent al vestíbul de l'edifici i es va sentir un tret, que va ser seguit d'altres. En cosa de 5 minuts es van produir tres morts i una vintena de ferits, la gent va fugir en totes direccions i les campanes de la parròquia de Santa Maria van tocar a sometent, les fàbriques van plegar i es va presentar al lloc dels fets la Guàrdia Civil local i la de Barcelona.
Va detallar tots aquests fets a la seva crònica el redactor d'El Eco de Badalona que era a l'Ajuntament per cobrir la noticia. Aquest va sortir ben parat dels fets, però va haver de fugir saltant d'un balcó del saló de sessions i baixant per la filferrada del parallamps, va passar a l'edifici del costat.

## Conseqüències
A causa de la gravetat dels esdeveniments, el governador civil de Barcelona va decidir suspendre el resultat de les eleccions i va nomenar alcalde a Valentí Moragas a causa de la gravetat dels fets. Els esdeveniments van commocionar l'opinió publica i van desprestigiar el caciquisme a la ciutat, i a més després d'allò va haver-hi una de les etapes més caòtiques de l'Ajuntament fins a 1905, amb alcaldes correligionaris de Palay (Amat, Costa, Suñol i Valls) en què l'Ajuntament va acabar amb una inspecció governativa i el governador civil va tornar a deixar la ciutat en mans d'un nou alcalde provisional, Josep Fonollà. Pel que fa a Renom, es va retirar de la política, mentre que Palay encara va tornar a presentar-se a les eleccions de l'octubre del mateix any i va ser escollit, però va la candidatura va ser impugnada perquè el 1875 s'havia declarat estranger per eludir el servei militar.
Els implicats van ser processats el 1904. Al conservador només se'l va declarar culpable d'exaltar a les masses, però no de reunir-les davant de la seu del consistori, i, per tant, va ser eximit de la resta d'acusacions i, en definitiva, la seva culpabilitat va ser considerar simplement una falta, mentre que les acusacions contra Renom per instar l'acció al cap de vigilància, és a dir, el sereno, no tingueren efecte negatiu i fou absolt de l'acusació.